# Copying Beethoven
Copying Beethoven is een Amerikaanse film uit 2006 geregisseerd door Agnieszka Holland. De hoofdrollen worden vertolkt door Ed Harris en Diane Kruger.

## Verhaal
Ludwig van Beethoven krijgt in april 1824 ruzie met zijn assistent Wenzel Schlemmer. Hij is doof aan het worden en vraagt aan het Weens Muziekconservatorium om hun meest talentvolle student te sturen om hem te helpen bij het voorbereiden van de Negende Symfonie. Het conservatorium stuurt Anna Holtz die hem inspirireert en helpt het wereldberoemde stuk af te maken.

## Rolverdeling
- Ed Harris - Ludwig Van Beethoven
- Diane Kruger - Anna Holtz
- Ralph Riach - Wenzel Schlemmer
- Phyllida Law - Moeder Canisius
- Joe Anderson - Karl Van Beethoven
- Matthew Goode - Martin Bauer
- Bill Stewart Rudy
- Matyelok Gibbs - Oude vrouw
- Angus Barnett - Krenski
- Viktoria Dihen - Magda

## Prijzen en nominaties
- CEC Award
  - Gewonnen: Beste Film
- Goya Award
  - Genomineerd: Beste Europese film
- Golden Reel Award
  - Genomineerd: Beste geluidsmontage (Andrew Glen)
- Golden Seashell
  - Genomineerd